# Kurkuma (specerij)

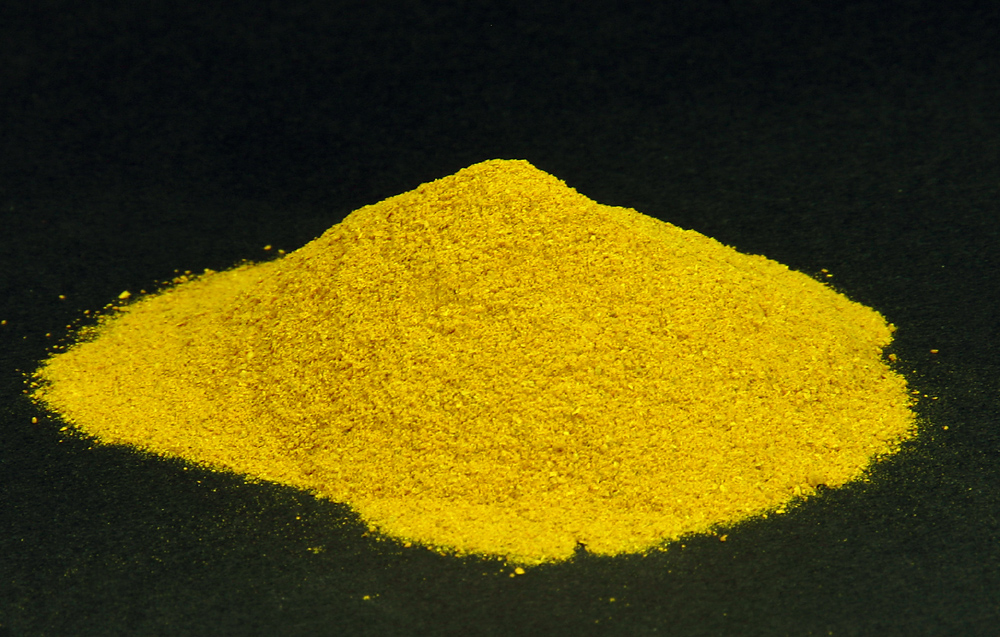
De gemalen specerij

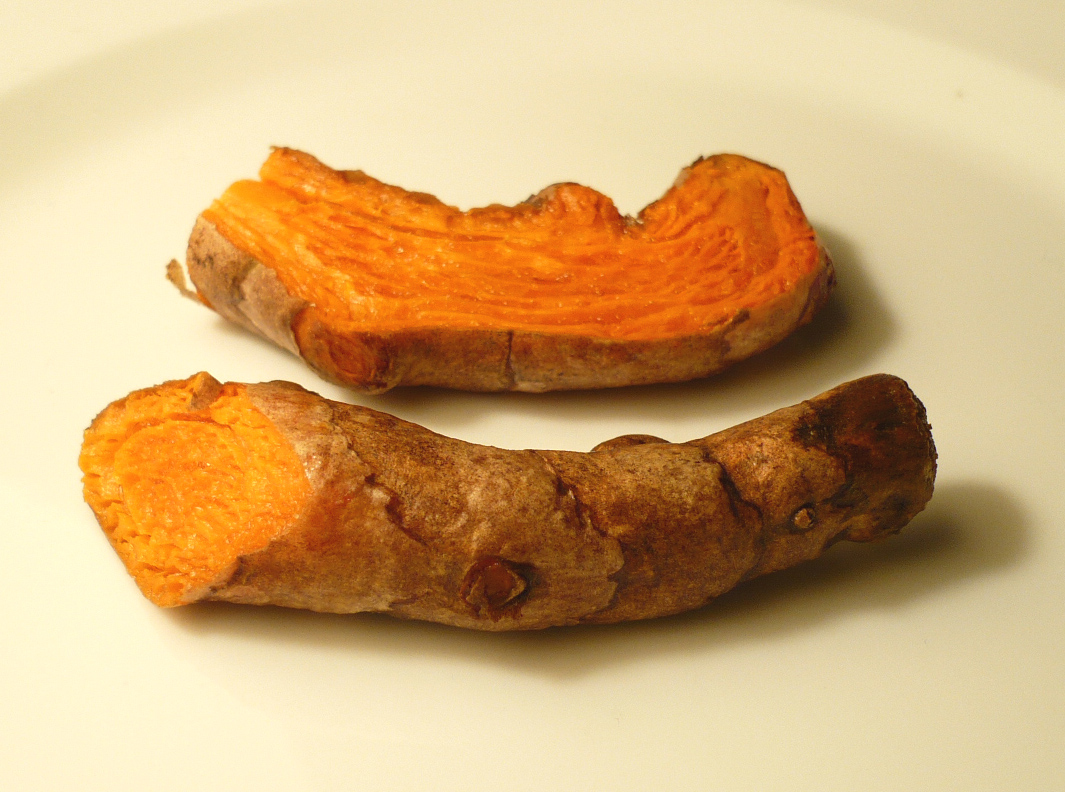
Geelwortel

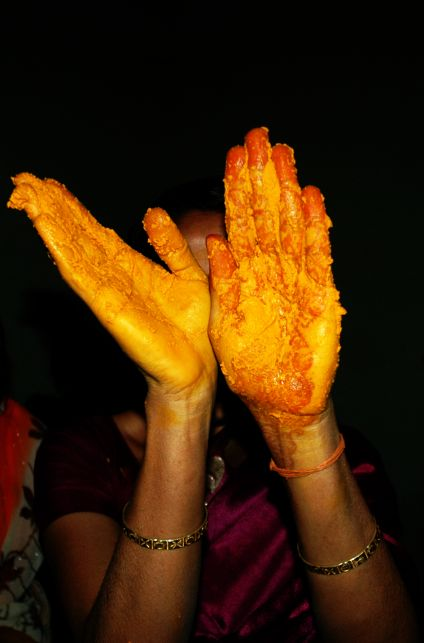
Handen met kurkuma gekleurd voor een Hindoestaans ritueel

Kurkuma (spreek uit: koer-koe-ma) is een specerij gewonnen uit de plant Curcuma longa. De specerij wordt gemaakt van de wortelstok van de plant. Het is een vast bestanddeel van kerriepoeder en currygerechten en geeft aan dit poeder en de gerechten een gele kleur. De specerij is mild bitter van smaak. Het merendeel van de kurkuma-oogst komt uit India.

## Naam
Kurkuma wordt ook wel aangeduid als Indiase geelwortel, koenier (Surinaams-Nederlands), koenjit (Nederlands-Indisch), kunyit (Indonesisch). Het werd vroeger ook wel tarmeriek genoemd, een anglicisme van het Engelse woord turmeric. Vanwege de gele kleur wordt het ook wel Indiase saffraan genoemd. Het woord werd al in 1557 in het Nederlands gebruikt, in het Cruydt-Boeck van Rembert Dodoens.
Koenjit (kunyit) is de van oorsprong Maleise naam van de specerij.

## Toepassingen
Gemalen kurkuma is vooral een gele kleurstof om andere kruiden en gerechten te kleuren. Het wordt bijvoorbeeld aan rijst toegevoegd om deze een gele kleur te geven.
De kleurstof is toegelaten onder e-nummer E-100 in margarine en halvarine, in drankjes, in jam en gelei, etc.
Het kan ook worden gebruikt als kleurstof voor inkt.
Papier dat in een oplossing met kurkuma gedrenkt en vervolgens gedroogd is, wordt wel als reagens gebruikt om de aanwezigheid van een base (alkali) aan te tonen. Het krijgt bij aanwezigheid van alkalische stoffen een bruinrode kleur. Het omslagpunt ligt ongeveer bij een pH van 8-9.

## Geneeskundige toepassingen
Onderzoek heeft uitgewezen dat kurkuma de werking van geneesmiddelen beïnvloedt en kan daarmee in potentie gevaarlijke effecten hebben.
In 1995 werd in de VS een patent toegekend aan de Mississippi State University op een wondbehandelingsmiddel gebaseerd op kurkuma. Dit patent werd het jaar daarop aangevochten door de Indiase Council of Scientific & Industrial Research en ingetrokken. De reden hiervoor was niet het eeuwenoude gebruik van kurkuma, maar het feit dat dat gebruik eerder beschreven was in een wetenschappelijk tijdschrift.
Reageerbuisonderzoek constateerde dat curcumine, een molecuul geëxtraheerd uit geelwortel, zich kan binden aan metalen en dat het ontstekingsremmend kan werken. Echter, omdat curcumine in de mens nauwelijks kan worden opgenomen in de darm en omdat het zeer snel wordt gemetaboliseerd, is het therapeutisch nut ervan zeer twijfelachtig. Hoewel er veel onderzoek is en wordt gedaan naar curcumine als therapeuticum, concludeerde een uitgebreid literatuuronderzoek in de Journal of Medicinal Chemistry dat er tot 2017 geen betrouwbare studies zijn die een gezondheidsvoordeel van kurkuma of aanverwante stoffen hebben aangetoond.

### Traditionele geneeswijzen
Kurkumapoeder wordt in India traditioneel gebruikt voor de behandeling van wondjes en schrammen. Het zou van oudsher gebruikt worden in de Ayurveda. Mensen kunnen kurkuma op verschillende manieren tot zich nemen, bijvoorbeeld als een masker of als kruidenthee.
In Azië wordt van kurkuma weleens verondersteld dat het zou werken als medicijn tegen allerlei ziektes, zoals trombose en hersenaandoeningen, waaronder de ziekte van Alzheimer en Parkinson.
Er wordt op populairwetenschappelijke websites weleens geconcludeerd dat het veelvuldige gebruik van koenjit (kurkuma) in Indiase gerechten de oorzaak is dat alzheimer in India nauwelijks voorkomt. Dit bleek een feitelijk onjuiste conclusie: dementie komt voornamelijk op oudere leeftijd voor en in India zijn relatief weinig ouderen (In 2012 was zo'n 6% van de Indiase bevolking ouder dan 65 jaar. In Nederland was dat 16%). Als men alleen kijkt naar mensen van 65 jaar en ouder dan is er nauwelijks verschil tussen Nederland en India qua voorkomen van dementie.
Bij enkele personen met een genetische gevoeligheid heeft het gebruik van koenjit/kurkuma als voedingssupplement ernstige leverschade veroorzaakt, waarvoor wekenlange ziekenhuisopname noodzakelijk was. In andere gevallen was de leverschade omkeerbaar, nadat men stopte met het gebruik. Het gebruik van koenjit in gerechten is in het algemeen onschuldig, omdat de andere ingrediënten de opname van de mogelijk giftige stoffen in koenjit beperken.